# Ісмаїл Ахмед Кадар Хассан
Ісмаїл Ахмед Кадар Хассан (фр. Ismail Ahmed Kadar Hassan, нар. 23 травня 1987, Лілль) — джибутійський футболіст, півзахисник клубу «Кале». Виступав, зокрема, за клуб «ДАК 1904», а також національну збірну Джибуті.

## Клубна кар'єра
У дорослому футболі дебютував 2005 року виступами за команду «Лілль-2», в якій провів один сезон. Протягом 2006—2008 років захищав кольори клубу «Лескен».
Своєю грою за останню команду привернув увагу представників тренерського штабу клубу «ДАК 1904», до складу якого приєднався 2008 року. Відіграв за команду з міста Дунайска-Стреда наступні три сезони своєї ігрової кар'єри. У футболці клубу зіграв 52 матчі в словацькому чемпіонаті. У січні 2010 року побував на перегляді в російському клубі ФК «Москва»
У 2011—2012 роках грав за алжирський «АСО Шлеф», після чого протягом декількох місяців захищав кольори «Чорноморця» (Бургас). Після цього протягом півроку перебував у заявці туніського клубу «Хаммам-Ліф». У 2013 році приєднався до «Епіналя» з Національного чемпіонату. 
У 2015 році підписав контракт з представником румунської Ліги I «Петролул». У 2016 році повернувся до Франції, де підсилив «Віллефраш». До складу клубу «Кале» з аматорського чемпіонату Франції на запрошення Джезона Бутулля приєднався 2016 року.
1 липня 2018 року підписав контракт з бельгійським клубом «Турне».

## Виступи за збірну
Під час виступів за «ДАК 1904» отримав запрошення від Джибутійської футбольної асоціації представляти на міжнародному рівні країну свого походження. 2008 року дебютував в офіційних матчах у складі національної збірної Джибуті. Зіграв 4 матчі в кваліфікації чемпіонату світу 2010 року в ПАР.